# Vârteșcoiu (gmina)
Vârteșcoiu – gmina w Rumunii, w okręgu Vrancea. Obejmuje miejscowości Beciu, Faraoanele, Olteni, Pietroasa, Râmniceanca i Vârteșcoiu. W 2011 roku liczyła 3151 mieszkańców.